# Dorfkirche Steinsdorf (Neuzelle)

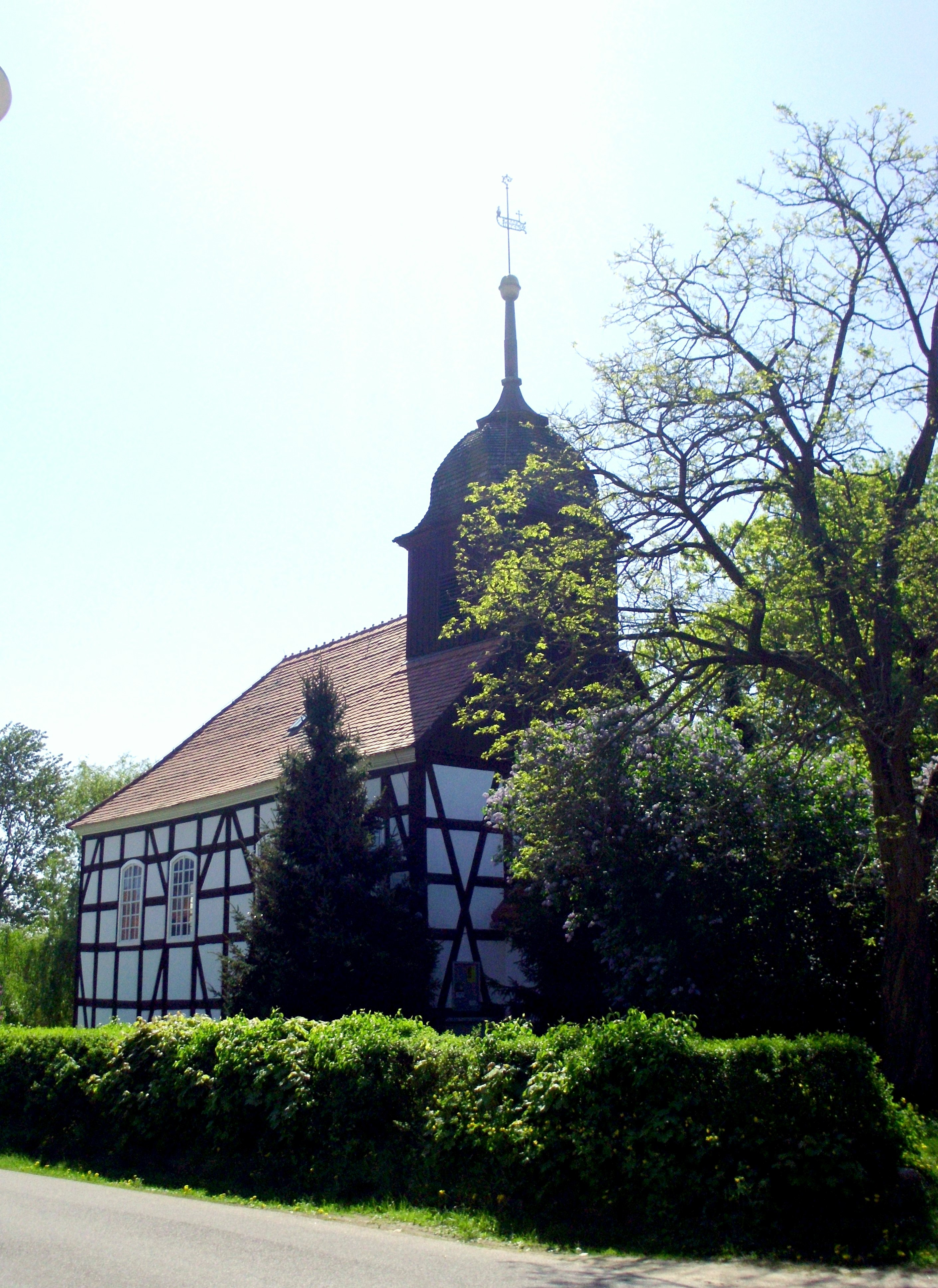
Dorfkirche Steinsdorf (Neuzelle)

Die evangelische, denkmalgeschützte Dorfkirche Steinsdorf steht in Steinsdorf, einem Ortsteil der Gemeinde Neuzelle im Landkreis Oder-Spree in Brandenburg. Die Kirche gehört zur Kirchengemeinde Region Guben im Kirchenkreis Cottbus der Evangelischen Kirche Berlin-Brandenburg-schlesische Oberlausitz.

## Beschreibung
Die Fachwerkkirche wurde 1749 erbaut und 1963/64 restauriert. Auf dem Satteldach ihres Langhauses erhebt sich im Westen ein Dachturm aus Holzfachwerk, der mit Schindeln verkleidet und mit einer schiefergedeckten Glockenhaube bedeckt ist.
Die Orgel wurde 1929 von Gustav Heinze als Opus 176 gebaut.